# مسجد إنجامينا الكبير
مسجد إنجامينا الكبير، ويعرف أيضاً، الجامع الكبير في إنجامينا، هو مسجد يقع في مدينة إنجامينا عاصمة تشاد وأكبر المدن فيها.
يتكون مجمع المسجد الكبير في مدينة إنجامينا من المصلى ومن مكتبة وقاعة محاضرات و مدارس.